# Albert Stubbins
Albert Stubbins (17 de julho de 1919 – 28 de dezembro de 2002) foi um jogador de futebol. A sua fotografia figurou na capa do disco Sgt. Pepper's Lonely Hearts Club Band  da banda de Rock The Beatles.